# ガールガイドモルディブ連盟
ガールガイドモルディブ連盟（ディベヒ語: މޯލްޑިވްސް ގާލް ގައިޑް އެސޯސިއޭޝަން、英語: Maldives Girl Guide Association）は、1962年に設立されたモルディブのガールガイド（ガールスカウト）の連盟である。1994年には正式に「ガールガイド・ガールスカウト世界連盟（WAGGGS）」に加盟している。加盟者数は 7,305 名（2006年1月現在）。
ガールガイド章は、船をあしらったもの。